# Brandon McNulty
Brandon McNulty, né le 2 avril 1998 à Phoenix, est un coureur cycliste américain. Il a notamment remporté une étape du Tour d'Italie et du Tour d'Espagne.

## Biographie
Brandon McNulty commence à faire du vélo en roulant avec son père, un passionné de VTT. À l'âge de neuf ans, il participe à sa première course de VTT et à sa première course sur route à l'âge de onze ans. À 13 ans, il roule plus vite que son père. Bien qu'il monte rapidement sur le podium aux championnats nationaux des diverses catégories d'âge, son objectif premier n’est pas de devenir cycliste. Il n'a pas d’entraîneur et s'entraîne avec des coureurs plus âgés venant de groupes locaux. En 2015, il est invité par l'ancien cycliste Roy Knickman à devenir membre de l'équipe junior Lux, celui-ci étant impressionné par ses données de puissance.
En 2015, pour sa première année chez les juniors (moins de 19 ans), Brandon McNulty remporte la Course de la Paix juniors (l'épreuve de référence pour les grimpeurs de la catégorie). Il devient également champion des États-Unis sur route juniors et remporte la médaille de bronze du championnat du monde du contre-la-montre juniors. Il est alors souvent opposé à Adrien Costa le meilleur junior du pays. L'année suivante, il domine la catégorie et devient champion du monde du contre-la-montre juniors, le Trofeo Karlsberg et le Tour de l'Abitibi.

### Rally (2017-2019)
En 2017, McNulty signe un contrat avec Rally Cycling, malgré de nombreuses offres d'équipes professionnelles. Il prend la décision de courir aux États-Unis, sur la base de l'expérience de Knickman qui explique que « des dizaines de jeunes talentueux ont voyagé outre-mer pour participer à des courses, mais ont été mâchés et recrachés » par le circuit européen. Cette même année, il est vice-champion du monde du contre-la-montre espoirs et champion des États-Unis du contre-la-montre espoirs.
À partir de 2018, son équipe Rally obtient une licence continentale professionnelle, ce qui lui permet d'être invité sur des courses du World Tour. En février, McNulty se fait remarquer en se faisant reprendre dans les tout derniers mètres de l'étape reine du Dubai Tour, puis en terminant à 20 ans septième du Tour de Californie, seule course World Tour organisée dans son pays. Il se classe à environ trois minutes et demie du vainqueur Egan Bernal et est alors considéré comme l'un des coureurs les plus prometteurs du peloton. Il se rend en Europe pour la deuxième partie de la saison. Après avoir terminé troisième du Tour Alsace, il obtient une série de bons résultats lors de son premier Tour de l'Avenir où il termine notamment deuxième d'une étape de montagne battu à la photo-finish par le coureur colombien Iván Sosa. Aux mondiaux espoirs, il est septième du contre-la-montre.
En 2019, il est en février neuvième du Tour d'Oman et remporte en avril une étape et le général du Tour de Sicile, qui fait son retour après 40 ans. Aux championnats du monde, il remporte le bronze sur le contre-la-montre espoirs.

### UAE Team Emirates (depuis 2020)
Il s'engage à partir de 2020 avec l'équipe UAE Emirates qui court en World Tour. En mai, il termine 15e du classement général du Tour d'Italie pour son premier grand tour. En mars 2021, il participe à Paris-Nice. Il occupe la troisième place du classement général lorsqu'il doit abandonner la course après une chute lors de la sixième étape. Lors du Tour du Pays basque suivant, il prend la tête du classement général à l'issue de la quatrième étape, mais perd beaucoup de temps le dernier jour et retombe à la 17e place au classement final. Durant l'été, il est  sélectionné pour le Tour de France où il contribue au deuxième succès de son leader Tadej Pogačar. Dans la foulée, il participe à la course en ligne des Jeux olympiques d'été de Tokyo. Il attaque dans les 15 derniers kilomètres et est rejoint par Richard Carapaz. Les deux coureurs creusent l'écart sur le reste des favoris pendant une dizaine de kilomètre. Dans les derniers kilomètres, Carapaz s'échappe et décroche la médaille d'or, tandis que McNulty est rejoint par les poursuivants et termine finalement sixième.

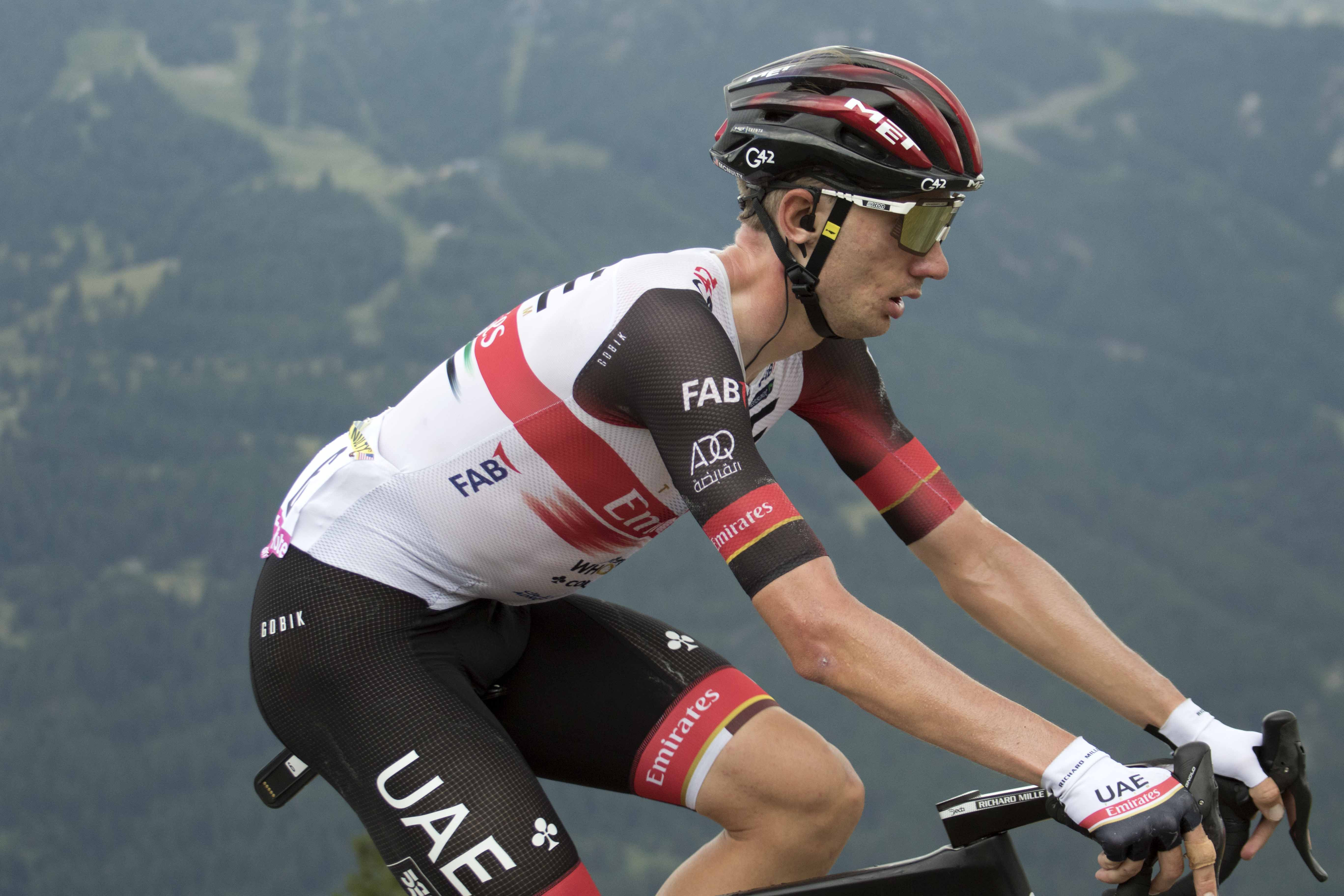
McNulty sur le Tour de France 2022

En 2022, il réussit son meilleur début de saison. Il gagne d'entrée le Trofeo Calvià, puis se classe deuxième du Trofeo Pollença battu au sprint par Alejandro Valverde. Il est ensuite deuxième  du Tour de l'Algarve derrière Remco Evenepoel, puis lauréat en solitaire de la Classic de l'Ardèche. Il est à nouveau au départ de Paris-Nice avec l'intention d'obtenir une bonne place au classement général. Ses espoirs sont anéantis dès le début de la course lorsqu'il se retrouve pris dans une bordure et perd tout espoir de terminer dans le top 10. Néanmoins, il se retrouve dans une échappée lors de la cinquième étape et à un peu moins de 40 kilomètres de l'arrivée, il attaque et part en solitaire. Il continue à creuser l'écart sur le groupe d'échappée et remporte l'étape avec près de deux minutes d'avance, signant sa première victoire sur course World Tour. Il participe au Tour de France comme l'un des principaux lieutenants de Pogačar, aux côtés de Rafal Majka, Marc Soler et Bennett. Lors de la 17e étape, qui comprend le Col de Val Louron-Azet à Peyragudes, McNulty emmène le groupe des favoris du classement général avec un rythme élevé qui distance tout le monde à l'exception de son leader Pogačar et de Jonas Vingegaard. Il se classe finalement troisième de l'étape derrière les deux coureurs et devient le premier Américain à recevoir le prix du coureur le plus combatif depuis David Zabriskie en 2012. En août, UAE Emirates annonce la prolongation du contrat de McNulty jusqu'en fin d'année 2024. Il est ensuite au départ du Tour d'Espagne au service de Juan Ayuso et João Almeida, respectivement troisième et quatrième.
En avril 2023, il termine septième et meilleur jeune du Tour du Pays basque. Le 21 mai, il remporte la 15e étape du Tour d'Italie à Bergame, vainqueur d'un sprint à trois devant Ben Healy et Marco Frigo. Il est couronné champion des États-Unis du contre-la-montre un mois plus tard, puis termine à la quatrième place du championnat du monde du contre-la-montre en août. Il termine l'année avec une deuxième place derrière son coéquipier Marc Hirschi au Tour de Luxembourg.
Brandon McNulty commence l'année 2024 en force, remportant la quatrième étape du Tour de la Communauté valencienne au sommet de l'Alto de Miserat ainsi que le classement général en devançant Santiago Buitrago et Aleksandr Vlasov. Il remporte ensuite le contre-la-montre de la deuxième étape du Tour des Émirats arabes unis, une première pour lui sur cette discipline en World Tour. Troisième du général au départ de la dernière étape, il perd plus de vingt minutes lors de celle-ci. Une semaine plus tard, lors de Paris-Nice, il porte le maillot jaune le dernier jour, mais perd du temps dans la montée finale et termine finalement troisième au classement général, à 1 minute et 47 secondes de son compatriote Matteo Jorgenson. Le dernier week-end de mars, il remporte le Grand Prix Miguel Indurain en battant au sprint Maxim Van Gils, un autre coureur en forme du début de saison. En avril, il est cinquième du Tour du Pays basque et remporte le contre-la-montre de la troisième étape du Tour de Romandie. Il conserve son titre de champion des États-Unis du contre-la-montre et s'assure une place de titulaire aux Jeux olympiques de Paris. Lors de ceux-ci, il se classe cinquième du contre-la-montre. Le 17 août, il remporte la 1re étape du Tour d'Espagne disputée contre-la-montre depuis Lisbonne et endosse le premier maillot rouge de leader de cette Vuelta. Le lendemain, il doit cependant céder le maillot rouge au Belge Wout van Aert.

## Palmarès sur route

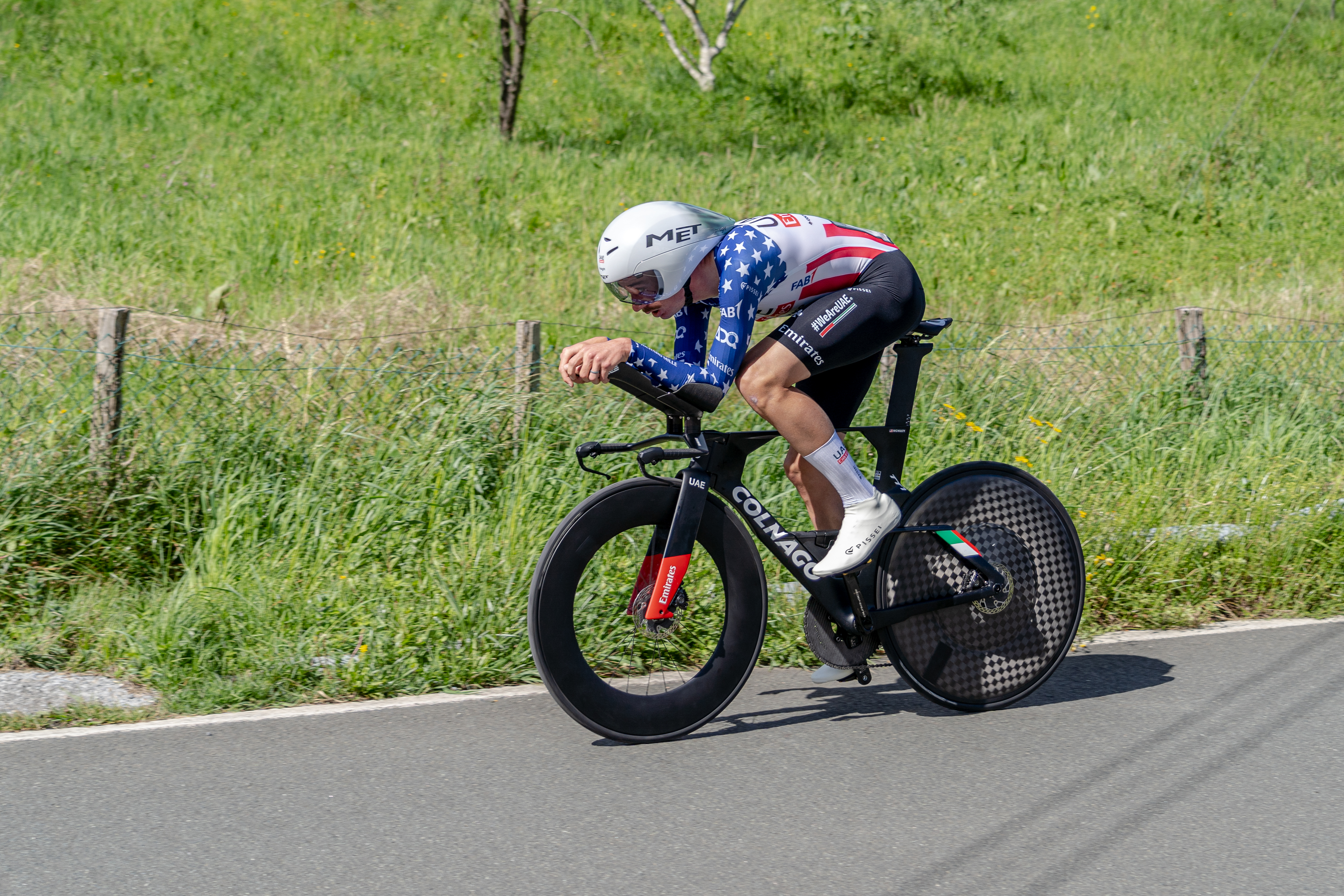
Brandon McNulty avec le maillot de champion américain sur le Tour du Pays basque 2024.

### Palmarès par année
- 2015
  -  Champion des États-Unis sur route juniors
  - Course de la Paix juniors :
    - Classement général
    - 2ea étape (contre-la-montre)

  - 2e étape des Trois jours d'Axel (contre-la-montre)
  - 1re et 3e (contre-la-montre) étapes du Tour de l'Abitibi
  - 2e du Tour de l'Abitibi
  -  Médaillé de bronze du championnat du monde du contre-la-montre juniors
- 2016
  -  Champion du monde du contre-la-montre juniors
  - 3e étape de la Chico Stage Race (contre-la-montre)
  - 2eb étape du Tour du Pays de Vaud (contre-la-montre)
  - Trofeo Karlsberg :
    - Classement général
    - 2eb étape (contre-la-montre)

  - Tour de l'Abitibi :
    - Classement général
    - 3e étape (contre-la-montre)

  - 2e de la Valley of the Sun Stage Race
  - 2e de la San Dimas Stage Race
  - 3e de la Chico Stage Race
- 2017
  -  Champion des États-Unis du contre-la-montre espoirs
  - 1re étape de la Valley of the Sun Stage Race
  - 1re étape du Nature Valley Grand Prix (contre-la-montre)
  - 2e de la Redlands Bicycle Classic
  - 2e du Nature Valley Grand Prix
  -  Médaillé d'argent du championnat du monde du contre-la-montre espoirs
  - 3e du Tour Alsace
- 2018
  - 2e du Chrono Kristin Armstrong
  - 3e du Tour Alsace
  - 7e du championnat du monde du contre-la-montre espoirs
  - 7e du Tour de Californie
- 2019
  - Tour de Sicile :
    - Classement général
    - 3e étape

  -  Médaillé de bronze du championnat du monde du contre-la-montre espoirs
- 2021
  - 6e de la course en ligne des Jeux olympiques
- 2022
  - Trofeo Calvià
  - Classic de l'Ardèche
  - 5e étape de Paris-Nice
  - 2e du Trofeo Pollença-Port d'Andratx
  - 2e du Tour de l'Algarve
- 2023
  -  Champion des États-Unis du contre-la-montre
  - 15e étape du Tour d'Italie
  - 2e du Tour de Luxembourg
  - 4e du championnat du monde du contre-la-montre
  - 6e du Tour de Pologne
  - 7e du Tour du Pays basque
- 2024
  -  Champion des États-Unis du contre-la-montre
  - Tour de la Communauté valencienne : 
    - Classement général
    - 4e étape

  - 2e étape du Tour des Émirats arabes unis (contre-la-montre)
  - 3e étape de Paris-Nice (contre-la-montre par équipes)
  - Grand Prix Miguel Indurain
  - 3e étape du Tour de Romandie (contre-la-montre)
  - 1re étape du Tour d'Espagne (contre-la-montre)
  - Tour de Croatie : 
    - Classement général
    - 3e étape

  - 2e du championnat des États-Unis sur route
  - 3e du Trofeo Calvià
  - 3e du Trofeo Serra de Tramuntana
  - 3e de Paris-Nice
  - 5e du Tour du Pays basque
  - 5e du contre-la-montre des Jeux olympiques
  - 10e de la Classique de Saint-Sébastien
  - 10e du championnat du monde du contre-la-montre
- 2025
  - Tour de Pologne : 
    - Classement général
    - 7e étape (contre-la-montre)

  - 9e du Tour d'Italie

### Résultats sur les grands tours

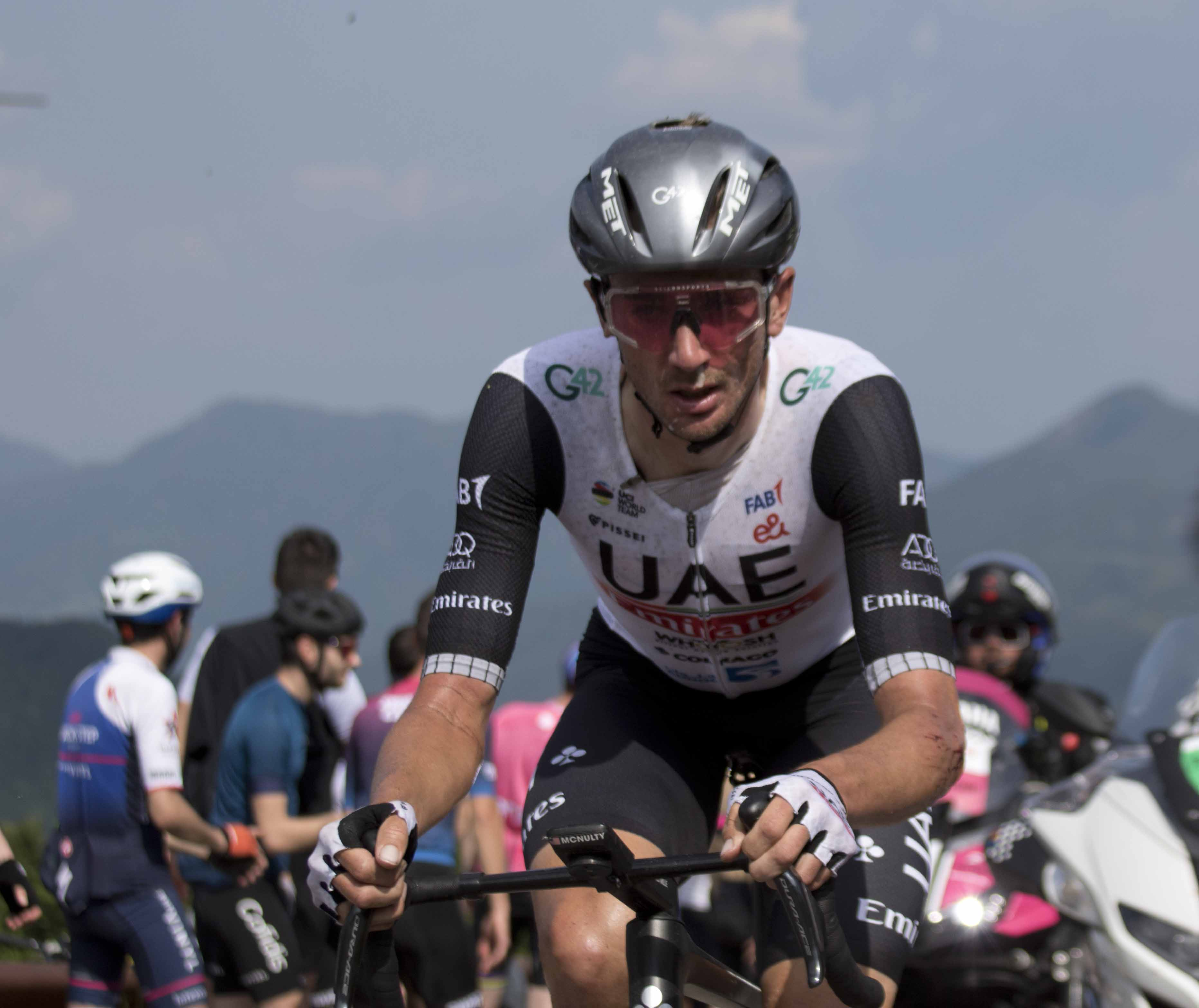
McNulty au Tour d'Italie 2023.

#### Tour de France
2 participations
- 2021 : 69e
- 2022 : 19e

#### Tour d'Italie
3 participations
- 2020 : 15e
- 2023 : 29e, vainqueur de la 15e étape
- 2025 : 9e

#### Tour d'Espagne
2 participations
- 2022 : 70e
- 2024 : 54e, vainqueur de la 1re étape (contre-la-montre),  maillot rouge pendant 1 jour

### Classements mondiaux
| Année                                 | 2017 | 2018 | 2019 | 2020 | 2021 | 2022 | 2023 | 2024 |
| ------------------------------------- | ---- | ---- | ---- | ---- | ---- | ---- | ---- | ---- |
| Classement mondial                    | 634e | 226e | 241e | 139e | 138e | 62e  | 52e  | 21e  |
| UCI Europe Tour                       | 885e | 390e |      |      |      |      |      |      |
| UCI Asia Tour                         | nc   | 359e |      |      |      |      |      |      |
| UCI America Tour                      | nc   | 140e | 20e  | 13e  | 10e  | 6e   | 6e   | 2e   |
|                                       |      |      |      |      |      |      |      |      |
| Légende : nc = non classéSource : UCI |      |      |      |      |      |      |      |      |